# Attilio Labis
Attilio Labis (* 5. September 1936; † 26. Januar 2023) war ein französischer Balletttänzer. Von 1960 bis 1972 war er ein „étoile“ (Solotänzer) am Ballet de l’Opéra de Paris. Anschließend war er Lehrer des Ensembles.
Labis hatte Auftritte in Filmen und Fernsehserien, wie L’ Âge en fleur (1975), Le Spectre de la danse (1986) und Les Cahiers retrouvés de Nina Vyroubova (1996). 